# I Liga 1985/1986
Ekstraklasa 1985/86 byla nejvyšší polskou fotbalovou soutěží. Vítězem se stal a do Poháru mistrů evropských zemí se kvalifikoval tým Górnik Zabrze. Do Poháru UEFA se kvalifikovaly týmy Legia Varšava a Widzew Łódź. Účast v Poháru vítězů pohárů si zajistil vítěz poháru GKS Katowice.
Soutěže se zúčastnilo celkem 16 celků, soutěž se hrála způsobem každý s každým doma-venku (celkem tedy 30 kol) systémem podzim-jaro. Při shodném počtu bodů rozhodovaly o pořadí vzájemné zápasy. Sestoupily poslední 2 týmy Bałtyk Gdynia a Zagłębie Sosnowiec. 

## Tabulka
| Poř. | Tým                | Z  | V  | R  | P  | VG | OG | B  |
| ---- | ------------------ | -- | -- | -- | -- | -- | -- | -- |
| 1.   | Górnik Zabrze      | 30 | 21 | 4  | 5  | 70 | 17 | 46 |
| 2.   | Legia Varšava      | 30 | 17 | 8  | 56 | 55 | 29 | 42 |
| 3.   | Widzew Łódź        | 30 | 15 | 11 | 4  | 40 | 25 | 41 |
| 4.   | Lech Poznań        | 30 | 12 | 12 | 6  | 36 | 29 | 36 |
| 5.   | GKS Katowice       | 30 | 10 | 11 | 9  | 46 | 45 | 31 |
| 6.   | Górnik Wałbrzych   | 30 | 10 | 10 | 10 | 41 | 50 | 30 |
| 7.   | Śląsk Wrocław      | 30 | 9  | 11 | 10 | 39 | 35 | 29 |
| 8.   | ŁKS Łódź           | 30 | 8  | 12 | 10 | 36 | 36 | 28 |
| 9.   | Ruch Chorzów       | 30 | 12 | 4  | 14 | 35 | 39 | 28 |
| 10.  | Pogoń Szczecin     | 30 | 8  | 11 | 11 | 44 | 44 | 27 |
| 11.  | Stal Mielec (N)    | 30 | 10 | 5  | 15 | 25 | 32 | 25 |
| 12.  | Zagłębie Lubin (N) | 30 | 8  | 9  | 13 | 22 | 32 | 25 |
| 13.  | Motor Lublin       | 30 | 6  | 13 | 11 | 33 | 47 | 25 |
| 14.  | Lechia Gdańsk      | 30 | 7  | 10 | 13 | 23 | 35 | 24 |
| 15.  | Bałtyk Gdynia      | 30 | 7  | 9  | 14 | 28 | 47 | 23 |
| 16.  | Zagłębie Sosnowiec | 30 | 6  | 8  | 16 | 24 | 54 | 20 |

|  | Pohár mistrů evropských zemí 1986/87 |
|  | Pohár vítězů pohárů 1986/87          |
|  | Pohár UEFA 1986/87                   |
|  | Sestup do 2. ligy                    |

## Nejlepší střelci
|    |        | hráč                | tým              | PG  |
| -- | ------ | ------------------- | ---------------- | --- |
| 1. | Polsko | Andrzej Zgutczyński | Górnik Zabrze    | 204 |
| 2. | Polsko | Jan Furtok          | GKS Katowice     | 17  |
| 2. | Polsko | Leszek Kosowski     | Górnik Wałbrzych | 17  |

## Soupiska mistra -Górnik Zabrze
Eugeniusz Cebrat (6/0), Józef Wandzik (24/0) - Ryszard Cyroń (15/1), Józef Dankowski (29/1), Bogdan Gunia (30/1), Andrzej Iwan (24/9), Joachim Klemenz (19/3), Ryszard Komornicki (30/4), Marek Kostrzewa (28/1), Erwin Kożlik (2/0), Werner Leśnik (18/0), Marek Majka (30/10), Waldemar Matysik (30/1), Andrzej Orzeszek (2/0), 
Adam Ossowski (8/0), Andrzej Pałasz (27/9), Marek Piotrowicz (1/0), Jan Urban (29/10), Andrzej Zgutczyński (30/20) - trenér Hubert Kostka